# Pierre Villot de Fréville
Pierre Villot de Fréville est un homme politique français né le 21 décembre 1746 à Livry-Gargan et décédé le 8 mars 1831 à Paris.

## Biographie
Lieutenant général au tribunal de la Table de Marbre sous l'Ancien Régime, il est administrateur de l'hospice de Charenton et payeur de la dette publique à Paris. Il est député de la Seine de 1801 à 1812.
Il est le père de Jean-Baptiste Maximilien Villot de Fréville, député et pair de France.
Il est enterré au cimetière du Mont-Valérien (Suresnes).

## Sources
- « Pierre Villot de Fréville », dans Adolphe Robert et Gaston Cougny, Dictionnaire des parlementaires français, Edgar Bourloton, 1889-1891 [détail de l’édition]